# Transdanubia

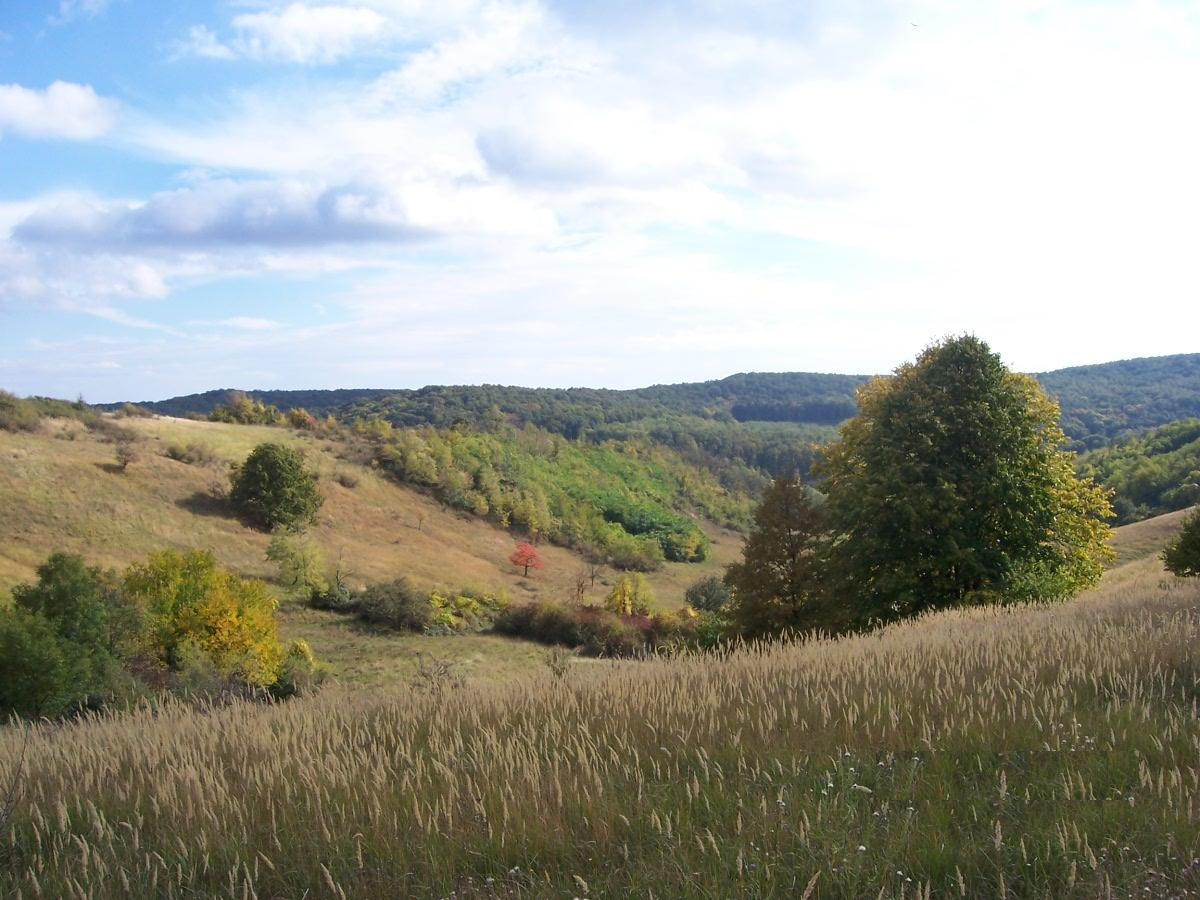
Colinas en el condado de Baranya.

Transdanubia (en húngaro: Dunántúl; en alemán: Transdanubien; en croata: Prekodunavlje o Zadunavlje) es una región tradicional de Hungría. Tiene una superficie de 38.000 km². El punto más alto es Írott-kő, en los montes Kőszeg. El punto más bajo se encuentra en el río Danubio. Es un terreno principalmente ondulado, con algunas montañas y llanuras.

## Divisiones administrativas

### Interpretación tradicional
Los límites de Transdanubia son el río Danubio (norte y este), el Drave y el Mura (sur) y el pie de las colinas de los Alpes más o menos a lo largo de la frontera entre Hungría y Austria (oeste).
Transdanubia comprende los condados de Győr-Moson-Sopron, Komárom-Esztergom, Fejér, Veszprém, Vas, Zala, Somogy, Tolna, Baranya y la parte de Pest que queda al oeste del Danubio. A principios de la Edad Media se le conocía como el condado de Pilis.

### Cambios territoriales
Mientras que los límites septentrional, oriental y meridional de la región están claramente marcados por los ríos Danubio y Drave, la frontera occidental fue siempre idéntica con el límite político de Hungría, de manera que se vio afectada por los cambios territoriales del siglo XX. Antes del Tratado de Trianon en 1920, las actuales regiones de Burgenland, Prekmurje y Međimurje eran parte intgral de Transdanubia. Los tres pueblos de Rusovce, Čunovo y Jarovce también pertenecieron a Transdanubia antes del Tratado de Paz de París en 1947. Transdanubia es esencialmente un concepto geográfico húngaro, de manera que estas áreas dejaron de ser parte de ella cuando se vieron anexionadas por países vecinos.

### Regiones en la Unión Europea
Transdanubia es una unidad territorial "NUTS" en la Unión Europea, formada por Transdanubia central, Transdanubia occidental y Transdanubia meridional (véase NUTS:HU). El condado de Pest y Budapest pertenecen a la región de Hungría central.

## Geografía
La superficie de la región es de 38.000 km² y comprende casi la mitad de todo el territorio de Hungría. El terreno es muy variado con suaves colinas, calles, cuenca, montañas y llanuras. Las principales formaciones geográficas son las Montañas medias transdanubianas, la mitad meridional de la Pequeña Alföld, donde se encuentran Alpokalja, las colinas transdanubianas y el Mezőföld (parte de la Gran Alföld). Los principales ríos son el Danubio, el Drave, el Rába, el Zala y el Kapos. En el medio de Transdanubia queda el mayor lago de agua dulce de Europa Central, el lago Balatón. Otros lagos importantes son el lago Velence y el lago Fertő.

## Historia
Históricamente los condados de Transdanubia fueron Moson, Győr, Sopron, Vas, Zala, Veszprém, Fejér, Komárom, Esztergom, Somogy, Tolna y Baranya. Comprendían el llamado Districtus Trans-Danubianus. Los límites de estos condados, establecidos por Esteban I de Hungría, permanecieron sin cambios durante casi 900 años hasta 1920.

### Historia antigua
Transdanubia ha estado poblada desde la Edad de Piedra. Entre el año 10 a. C. y el 434 d. C., fue parte del Imperio Romano. Con algunos territorios que actualmente son de Austria y de Croacia, comprendía la provincia de Panonia, una región de frontera romanizada, que hablaba latín con importantes ciudades romanas (Scarbantia, Aquincum, Sopianae, Gorsium, Savaria) y villas rurales.

### Edad Media
En la época de las Invasiones bárbaras estuvo ocupada por los hunos, godos, longobardos, gépidos, ávaros, francos y los pueblos eslavos. En 900 Panonia fue ocupada por los magiares y después del año 1000 se convirtió en parte del reino de Hungría.
Transdanubia ha sido una de las más importantes regiones de Hungría desde el siglo XI. Esztergom ha sido la capital eclesiástica del país desde 1001 hasta hoy en día, y Esteban I de Hungría estableció su sede real en Székesfehérvár, más tarde la ciudad donde se coronaban a los reyes. Otras importantes ciudades medievales son Veszprém, Pécs, Győr y Sopron. Después de la devastadora invasión de los mongoles (véase Invasión mongola de Europa) se construyeron nuevos castillos y el rey Béla IV de Hungría fijó una nueva capital real en Buda, cerca del Danubio. La rica herencia medieval de la región se ve por todos lados, desde las pequeñas iglesias rurales a los antiguos castillos, monasterios y casas urbanas.

### Principios de la Era Moderna
Durante la época otomana, en los siglos XVI y XVII las partes oriental y meridional de Transdanubia pasaron a estar bajo gobierno turco. La siempre cambiante frontera corría por las montañas medias transdanubianas y la orilla meridional del lago Balatón. La peligrosa frontera estaba guardada por fortalezas (végvár), las más importantes de las cuales eran Győr y Nagykanizsa. El gobierno otomano, de estilo asiático, y la guerra constante tuvo efectos devastadores: docenas de pueblos fueron destruidos, la población se vio diezmada y partes de la región quedaron casi totalmente desiertas. Los territorios pertenecientes a la Hungría Real (excepto las regiones fronterizas) tuvieron más suerte, porque los desarrollos de estilo europeo eran constantes. Aquí el siglo XVII fue el período de la Contrarreforma católica, las luchas por la independencia nacional de los Habsburgo y la formación de una aristocracia católica nueva y poderosa.
En 1686 el ejército aliado de los Habsburgo, los polacos y los bávaros reconquistó Buda y acabó con el gobierno otomano. En el siglo XVIII la región fue reconstruida poco a poco, y llegaron numerosos nuevos colonos (magiares, alemanes, eslovacos, croatas). Se levantaron castillos barrocos famosos para mostrar el poder de las nuevas familias terratenientes, por ejemplo, los Esterházy en Fertőd y los Festetich en Keszthely. El paisaje urbano barroco de las ciudades sobrevivió hasta hoy en día en lugares como Győr, Székesfehérvár o Pécs.
En el siglo XIX, Trandanubia pasó por el desarrollo capitalista. Gracias a la cercanía de Austria se convirtió de nuevo en la parte más rica del país, y – al menos según la opinión pública – más "europea" y semejante a Occidente que ninguna otra región del país o la mayor parte de las regiones de la Europa Central postcomunista.

### Tiempos modernos

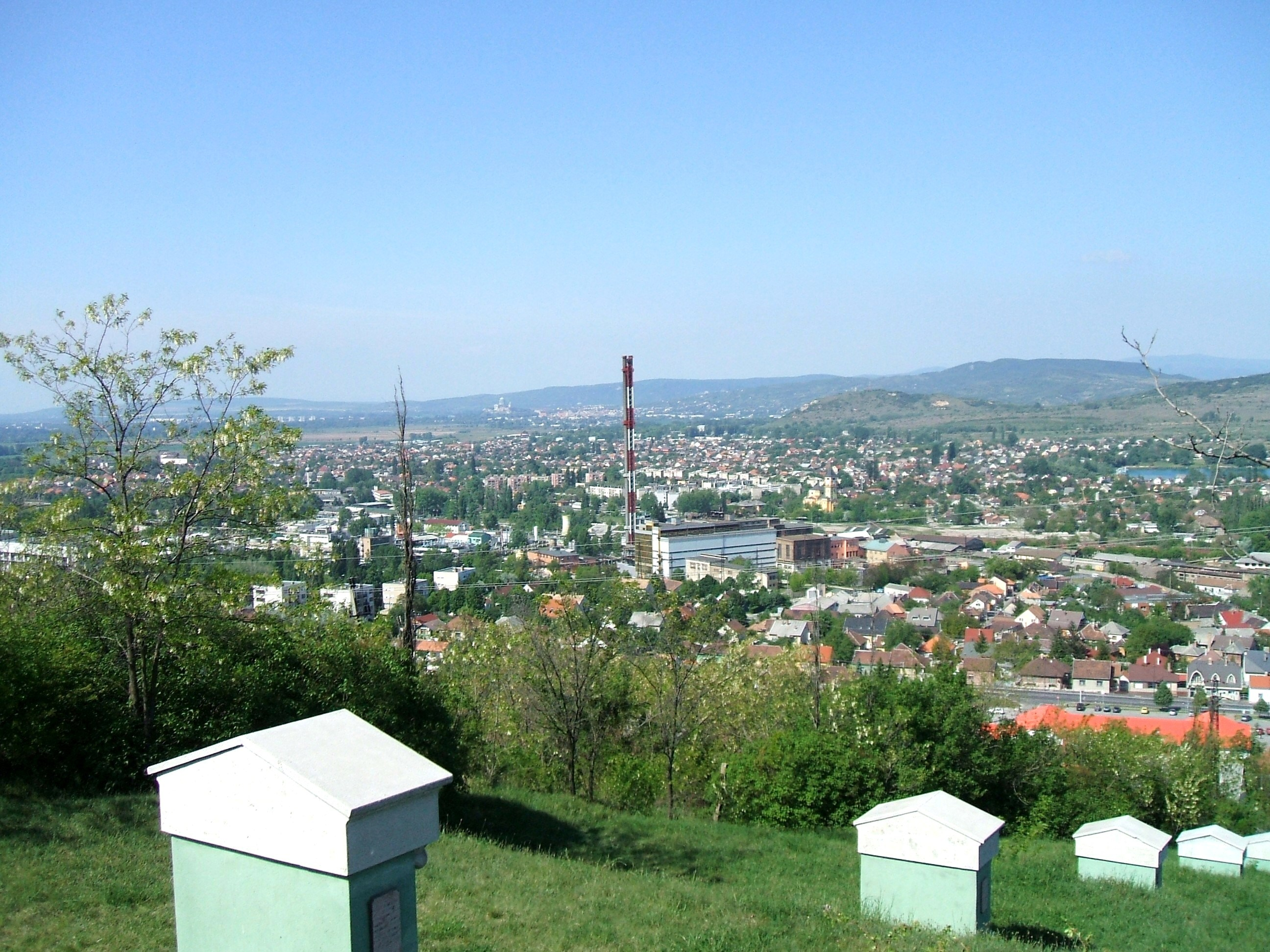
Dorog, una pequeña ciudad industrial

Durante el gobierno de la República Popular de Hungría (1949-1989) se crearon nuevas ciudades industriales en Tatabánya, Dunaújváros, Ajka y Komló, y se establecieron nuevas industrias y fábricas, por ejemplo, la única central nuclear de Hungría en Paks. En Pécs se excavó uranio y se construyeron grandes suburbios industriales. Una de las plantas más famosas de la Hungría socialista, el Ikarus Bus fue creada en Székesfehérvár. Después de la caída del socialismo, Transdanubia meridional tuvo más éxito a la hora de adaptarse a la nueva situación que otras partes de Hungría (excepto Budapest) y la mayor parte de la inversión extranjera vino aquí para ayudar a la radical renovación económica. En los noventa Székesfehérvár fue contada como probablemente la ciudad húngara económicamente más exitosa. Por otro lado, algunas regiones rurales permanecieron empobrecidas, especialmente en Transdanubia meridional y a lo largo del río Drave.